# Mathieu Berson
Mathieu Berson (ur. 23 lutego 1980 w Vannes) – piłkarz francuski grający na pozycji defensywnego pomocnika.

## Kariera klubowa
Karierę piłkarską Berson rozpoczął w klubie FC Nantes. W 1999 roku awansował do kadry pierwszego zespołu prowadzonego przez trenera Raynalda Denoueixa. W Ligue 1 zadebiutował 28 listopada w zremisowanym 0:0 wyjazdowym spotkaniu z CS Sedan, gdy w 81. minucie meczu zmienił Sébastiena Macé. W 2000 roku wywalczył Puchar Francji, a od początku sezonu 2000/2001 był podstawowym zawodnikiem "Kanarków", a na jego koniec wywalczył z Nantes mistrzostwo Francji, swoje pierwsze w karierze. W tym samym roku zdobył też Superpuchar Francji. Natomiast jesienią 2001 wystąpił w rozgrywkach Ligi Mistrzów. W Nantes występował do końca sezonu 2003/2004, a łącznie dla tego klubu rozegrał 122 ligowe mecze i strzelił 7 goli.
Latem 2004 roku Berson odszedł z Nantes i za 1,7 miliona funtów przeszedł do angielskiej Aston Villi. W Premiership po raz pierwszy wystąpił dopiero 4 grudnia w zremisowanym 1:1 meczu z Liverpoolem. Przez cały sezon był jednak rezerwowym w drużynie prowadzonej przez menedżera Davida O’Leary’ego przegrywając rywalizację z Thomasem Hitzlspergerem i rozegrał tylko 11 spotkań w lidze, w tym tylko 7 w pierwszym składzie.
Nie mając miejsca w składzie "The Villans" Berson został wypożyczony do AJ Auxerre. 10 września 2005 rozegrał dla tego klubu swój pierwszy mecz, a AJA uległo na wyjeździe 1:3 Stade Rennais FC. W Auxerre występował w podstawowym składzie i spędził w nim jeden pełny sezon zajmując 6. miejsce w Ligue 1.
W letnim oknie transferowym w 2006 roku Mathieu odszedł z Aston Villi do hiszpańskiego Levante UD. W Primera División swoje pierwsze spotkanie rozegrał 10 września przeciwko Realowi Madryt (1:4). W 2007 roku utrzymał się z klubem z Valencii w La Liga, jednak w 2008 zajął z nim ostatnie miejsce i został zdegradowany do Segunda División.
W 2008 roku po spadku Levante Berson znów wrócił do Francji i został piłkarzem Toulouse FC. Swój debiut zaliczył 16 sierpnia w meczu przeciwko Le Havre AC (2:1). Z kolei w latach 2011–2013 grał w Vannes OC.
| Sezon   | Klub             | Kraj      | Rozgrywki            | Mecze | Bramki |
| ------- | ---------------- | --------- | -------------------- | ----- | ------ |
| 1999/00 | FC Nantes        | Francja   | Ligue 1              | 12    | 0      |
| 2000/01 | FC Nantes        | Francja   | Ligue 1              | 28    | 0      |
| 2001/02 | FC Nantes        | Francja   | Ligue 1              | 29    | 4      |
| 2002/03 | FC Nantes        | Francja   | Ligue 1              | 29    | 2      |
| 2003/04 | FC Nantes        | Francja   | Ligue 1              | 24    | 2      |
| 2004/05 | Aston Villa F.C. | Anglia    | Premiership          | 11    | 0      |
| 2005/06 | AJ Auxerre       | Francja   | Ligue 1              | 27    | 0      |
| 2006/07 | Levante UD       | Hiszpania | Primera División     | 27    | 0      |
| 2007/08 | Levante UD       | Hiszpania | Primera División     | 23    | 1      |
| 2008/09 | Toulouse FC      | Francja   | Ligue 1              | 12    | 0      |
| 2009/10 | Toulouse FC      | Francja   | Ligue 1              | 16    | 0      |
| 2011/12 | Vannes OC        | Francja   | Championnat National | 21    | 0      |
| 2012/13 | Vannes OC        | Francja   | Championnat National | 28    | 0      |